# Eyalet

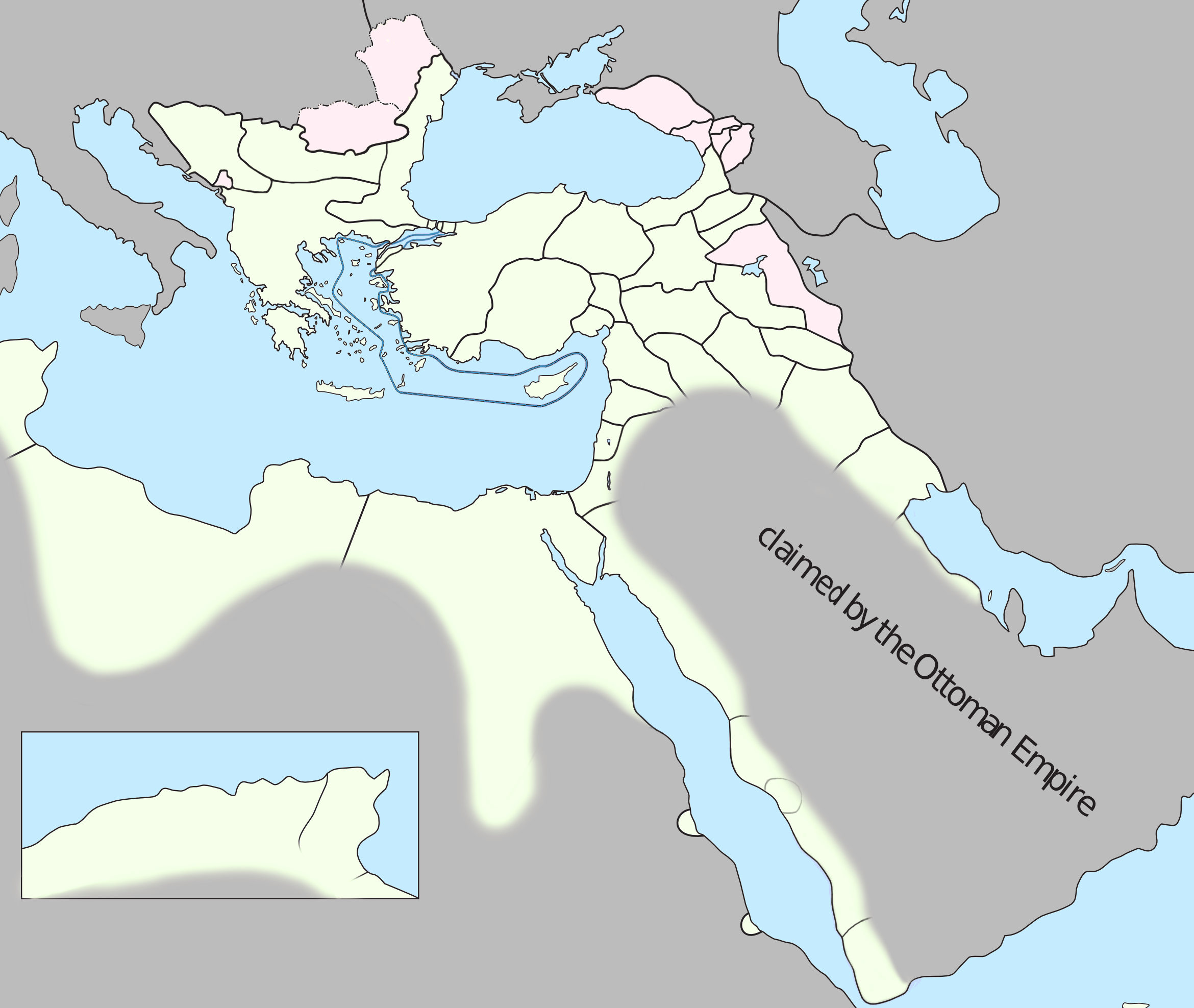
Osmanska rikets ejalet år 1795

Eyalet eller ejalet var i Osmanska riket benämningen på första nivåns administrativa indelningar, län eller provinser, från slutet av 1500-talet till de senare Tanzimatreformerna under 1860-talet när de ersattes av vilâyet.

## Historia
Det tidiga Osmanska riket var indelat i två delar omkring år 1365, europeiska Rumelien och asiatiska Anatolien som var underställda varsin bejlerbej. Med erövringarna under 1500-talet uppkom behovet av en administrativ reform som införde flera mindre enheter på provinsnivå. Mot slutet av 1500-talet var termen bejlerbejlik i praktiken synonym med ejalet. År 1609 fanns totalt 32 ejalet varav vissa i sin helhet var erövrade länder och andra resultatet av uppdelningar av territorier. 1795 genomfördes ännu en administrativ reform som fastslog 28 provinser underställda varsin visir men på grund av det decentraliserade statsskicket fortsatte bejlerbejerna i praktiken att regera flera territorier.
Genom den så kallade Vilajetlagen år 1867 avskaffades formellt ejaleten runtom i riket även om det dröjde ända till 1884 innan detta fullbordades i praktiken. Den administrativa omorganiseringen indelade därefter riket i vilajet med en tydligare ansvarsfördelning och administrativ hierarki.

## Förvaltningsorganisation
Ejaleten styrdes av en provinsståthållare eller guvernör kallad vali. Då innehavare av många guvernörer också hade titeln pascha kallades provinserna av européer ofta inofficiellt paschalikat. Ejaleten var indelade i mindre administrativa enheter på distriktsnivå kallade sanjaker.